# Scaevola bursariifolia
Scaevola bursariifolia är en tvåhjärtbladig växtart som beskrevs av John McConnell Black. Scaevola bursariifolia ingår i släktet Scaevola och familjen Goodeniaceae. Inga underarter finns listade i Catalogue of Life.